# Ana-Maria Crnogorčević
Ana Maria Crnogorcevic (Steffisburg, 3 d'octubre de 1990) és una futbolista suïssa, que juga actualment al Seattle Reign com a davantera. En diverses ocasions ha format part de la selecció de Suïssa.
Va començar al Rot-Schwarz Thun. Després de ser en 2009 la màxima golejadora de la lliga suïssa i de la selecció a la Eurocopa sub-19 va marxar a Alemanya, primer a l'Hamburg i després al Frankfurt, amb el qual ha guanyat una Lliga de Campions i una Copa. Amb la selecció absoluta va jugar el Mundial 2015.
Va jugar 3 temporades i mitja al Futbol Club Barcelona (femení).

## Trajectòria
| Temporades    | Clubs                           | Títols                                                                               | Selecció (fases finals)           |
| ------------- | ------------------------------- | ------------------------------------------------------------------------------------ | --------------------------------- |
| 03/04 - 08/09 | Rot-Schwarz Thun                | 1 Copa                                                                               | Eurocopa sub-19 2009 (semifinals) |
| 09/10 - 10/11 | Hamburger SV                    |                                                                                      | Mundial sub-20 2010 (1a fase)     |
| 11/12 - 17/18 | 1.FFC Frankfurt                 | 1 Lliga de Campions, 1 Copa                                                          | Mundial 2015 (vuitens)            |
| 18/19         | Portland Thorns                 |                                                                                      |                                   |
| 19/20 - 22/23 | FC Barcelona                    | 4 Lligues, 3 Supercopes, 3 Copes de la Reina, 1 Copa Catalunya, 2 Lliga de Campiones |                                   |
| 23/24         | Club Atlético de Madrid Féminas |                                                                                      |                                   |
| 24/25 -       | Seattle Reign                   |                                                                                      |                                   |